# レッツゴーターキン
レッツゴーターキンは日本の競走馬および種牡馬。1992年に単勝11番人気ながら天皇賞（秋）を勝った。祖母は優駿牝馬の勝ち馬であるシャダイターキン。主戦騎手は最初は小島貞博、途中から大崎昭一。

## 生涯
※競走馬時代の年齢はすべて旧表記（数え年）にて表記

### デビュー前
1987年4月26日、社台ファーム早来に生まれる。カラスの鳴き声を聞いただけで暴れまわる極度に臆病な性格の持ち主で、調教では前のめりになったり反り返るなどして騎乗する者を手こずらせた。栗東トレーニングセンターの橋口弘次郎厩舎に入厩してからも、騎乗する者が鞭を持ち替えただけで驚く素振りを見せて放馬するなどした。

### 3-4歳 (1989年-1990年)
1989年12月に競走馬としてデビュー。未勝利を脱出するのに4戦を要したが距離を伸ばす毎に好走していき、やがて500万下条件を抜け出すと初重賞挑戦となった中日スポーツ賞4歳ステークスでは単勝11番人気ながら2着に入り、波乱を演出する。その後は嵐山ステークスを始め好走する競走もあったが勝ち切れない競走が続く。

### 5-6歳 (1991年-1992年)
古馬になると初戦の小倉大賞典で重賞初勝利を挙げ続く中京記念も制し重賞を連勝する。しかしその後は不振に陥り7戦連続惨敗を喫してしまう。
1992年からは主戦を大崎に交代するが、橋口と大崎は同じ宮崎県出身で学年も1つ違い、橋口は大崎のファンでもあった。郷土意識が強く、また友人を大切にする情の熱い人物でもある橋口であったが、レッツゴーターキンに騎乗依頼をする際に電話をかけようとした時は猛烈に緊張してしまい、結局調教助手に任せたと、後に語っている。
大崎はレッツゴーターキンと初めて会った時に坂路で鍛えられた異様な筋肉に目を見張ったが、体が柔らかさと唸るような息吹に強い印象を持った。最初はノド鳴りかと思うほどであったが、坂路調教で吐く力と心臓が強くなり、凄い肺活量をしていた。谷川岳Sをそれまでの不調が嘘のように好走し、クビ差で1年1ヶ月振りの勝利を飾る。大崎はテン乗りで谷川岳Sを勝つと、続く新潟大賞典では惨敗してしまうもののテレビ愛知賞では2着、小倉日経賞5着を挟み、北九州記念・小倉記念とも2着に入り、福島民報杯を制して天皇賞に名を連ねた。大崎は騎乗していくうちに少しずつレッツゴーターキンの癖を掴んでいき、引っ掛かるところはないが、途中で息を抜くことがあるため、その前に鞭で気合を付けてやらないと走らないところを掴む。馬込みは嫌わず、単騎で行くよりも、周りを囲まれていた方がむしろ好走するタイプであることも掴んだ。決め手に鋭さはないながら長くいい脚を使うが、スタートの悪さが最大の欠点であった。福島民報杯は例のごとくスタートが悪く、スタート直後は最後方からの競馬となったが、2コーナーで6番手、3コーナーでは一気に4番手まで位置を回復。唸るように上がっていくと、最後は36秒5の脚を使い、2着馬に3馬身半差を付けて圧勝。
大崎が「天皇賞へ行こう」と陣営に助言し、迎えた天皇賞（秋）では前走を勝利したとはいえトウカイテイオーやナイスネイチャなどの一線級に比べると明らかに評価が劣っており、単勝11番人気に甘んじていた。本馬場入場ではイレ込むレッツゴーターキンを上手く宥めて本馬場をゆっくりと逆回りし、初めての東京コースを歩いてよく見せた。大歓声の中で興奮していたが、返し馬では掛かるというほどではなく、大崎が手綱を引くと、素直に止まった。大崎はそれで少し油断してしまい、ゲート手前でトモを蹴り上げられて落とされてしまったが、無事に騎乗を再開。この時の大崎はトウカイテイオーやナイスネイチャをそれほど意識せず、イクノディクタスを最も警戒していた。レースはメジロパーマーとダイタクヘリオスが先手を主張、これに1番人気で15番枠のトウカイテイオーが続いた。前半1000m通過は57秒5という超ハイペースを、2番という絶好枠を得たレッツゴーターキンは後方から自分のペースで走り、インコースを通ったトウカイテイオーがバテた瞬間、大外から満を持してスパートして勝った。これに続いた2着馬ムービースターの鞍上が武豊であったのも、騎手のペース配分がレース結果を左右することを物語っており、大舞台で久しぶりに大崎の勝負勘が冴えた。開業11年目で初GIを制した橋口、は信頼を強め、後にダンスインザダーク・ハーツクライ・ワンアンドオンリーなど有力馬が集まるようになった。一方の大崎は騎乗数も復活したが、11年ぶりのGI制覇が最後のGI制覇となった。単勝11番人気のレッツゴーターキンと単勝5番人気のムービースターという組み合わせで馬連は実に1万7220円の大波乱、場内は騒然としていた。
GI馬となったレッツゴーターキンはその後ジャパンカップ、有馬記念と出走するが共に8着、4着と敗戦。
1993年は阪神大賞典に出走するも5着に終わり、レース中に故障していたことが判明し、目標の天皇賞（春）を前に現役を引退。

### 引退後
引退後は新ひだか町のレックススタッドで種牡馬入りしたが、1996年に3頭に種付けしたのを最後にけい養先を転々とする。幕別町の十勝軽種馬農協種馬所、同町の新田牧場などを経て、一時はその消息が掴めなかったが、1997年より同町のサンライズステイブルで繋養され、1997年頃には牛と共に飼われていた。天皇賞の勝利がフロックであると見られたこと、あまり主流でない血統であることなどが災いし、初年度の種付け数が25頭にとどまるなど人気が出なかった。さらには受精能力が低く、生涯の受胎率は5割を割り込み、生まれた産駒も血統登録にすら至らないケースが目立つなどで、出走にこぎつけたのは生産頭数のさらに半数ほどであった。結果として、特筆すべき産駒は出せなかった。
2008年に種牡馬を引退し、以後は同ステイブルで功労馬として余生を送っていた。2011年に入ってまもなく体調を崩し、一時は小康状態を保ったものの食欲が回復せず衰弱し、1月30日朝に死亡した。直接の死因は心不全であるという。

## 競走成績
以下の内容は、netkeiba.com、JBISサーチに基づく。
| 年月日     | 競馬場 | 競走名             | 格   | 距離（馬場）  | 頭 数 | 枠 番 | 馬 番 | オッズ（人気） | 着順 | タイム （上り3F/4F） | 着差 | 騎手     | 斤量 （kg） | 勝ち馬/（2着馬）     |
| ---------- | ------ | ------------------ | ---- | ------------- | ----- | ----- | ----- | -------------- | ---- | -------------------- | ---- | -------- | ----------- | -------------------- |
| 1989.12.10 | 阪神   | 3歳新馬            |      | 芝1400m（良） | 14    | 6     | 9     | 13.8（6人）    | 13着 | 1:27.6 (49.6)        | -3.3 | 小島貞博 | 54          | セトホウザン         |
| 0000.12.23 | 阪神   | 3歳新馬            |      | 芝1400m（良） | 16    | 4     | 8     | 22.5（9人）    | 6着  | 1:25.8 (49.5)        | -1.1 | 小島貞博 | 54          | メインステイ         |
| 1990.01.13 | 京都   | 4歳未勝利          |      | ダ1800m（良） | 12    | 3     | 3     | 11.0（5人）    | 8着  | 1:57.6 (53.0)        | -2.5 | 小島貞博 | 55          | ヤマニンマックス     |
| 0000.04.01 | 阪神   | 4歳未勝利          |      | 芝1600m（重） | 18    | 2     | 4     | 39.2（12人）   | 1着  | 1:39.6 (50.5)        | -0.2 | 小島貞博 | 55          | （ラッキーデイ）     |
| 0000.04.15 | 中山   | 山吹賞             | 500  | 芝2200m（良） | 10    | 5     | 5     | 13.9（7人）    | 3着  | 2:17.8 (36.6)        | -0.8 | 河内洋   | 55          | ヤマショウプリンス   |
| 0000.04.29 | 京都   | 4歳500万下         |      | 芝2400m（稍） | 10    | 8     | 10    | 02.9（2人）    | 2着  | 2:32.5 (48.4)        | -0.0 | 河内洋   | 55          | オギサンフォード     |
| 0000.05.20 | 阪神   | 4歳500万下         |      | 芝2200m（良） | 11    | 7     | 8     | 02.8（1人）    | 4着  | 2:19.1 (53.0)        | -0.6 | 小島貞博 | 55          | ブルーメモリ         |
| 0000.06.10 | 阪神   | 4歳500万下         |      | 芝2000m（稍） | 12    | 8     | 12    | 04.2（2人）    | 1着  | 2:04.6 (49.2)        | -0.1 | 小島貞博 | 55          | （ワンダーレッスル） |
| 0000.07.01 | 中京   | 中日スポーツ賞4歳S | GIII | 芝1800m（不） | 12    | 2     | 2     | 54.7（11人）   | 2着  | 1:48.5 (36.7)        | -0.0 | 小島貞博 | 54          | ロングアーチ         |
| 0000.09.23 | 中京   | 神戸新聞杯         | GII  | 芝2000m（良） | 12    | 1     | 1     | 06.8（4人）    | 4着  | 2:00.5 (35.6)        | -0.2 | 小島貞博 | 56          | センターショウカツ   |
| 0000.10.13 | 京都   | 嵐山S              | 1500 | 芝3000m（稍） | 9     | 8     | 8     | 03.5（2人）    | 4着  | 3:06.8 (48.5)        | -0.4 | 小島貞博 | 55          | ミスターアダムス     |
| 0000.11.04 | 京都   | 菊花賞             | GI   | 芝3000m（良） | 17    | 4     | 8     | 30.2（9人）    | 11着 | 3:08.2 (49.0)        | -2.0 | 角田晃一 | 57          | メジロマックイーン   |
| 0000.12.16 | 京都   | オリオンS          | 1500 | 芝2400m（良） | 14    | 6     | 9     | 06.4（3人）    | 3着  | 2:25.7 (48.3)        | -0.1 | 小島貞博 | 55          | マッハシチー         |
| 1991.01.12 | 京都   | 万葉S              | 1500 | 芝3000m（良） | 13    | 6     | 10    |                |      | 出走取消             |      | 小島貞博 | 56          | メイショウビトリア   |
| 0000.02.17 | 小倉   | 小倉大賞典         | GIII | 芝1800m（良） | 16    | 8     | 15    | 06.9（3人）    | 1着  | 1:49.6 (36.5)        | -0.0 | 小島貞博 | 53          | （メインキャスター） |
| 0000.03.17 | 小倉   | 中京記念           | GIII | 芝2000m（稍） | 16    | 2     | 4     | 05.3（3人）    | 1着  | 2:01.6 (36.8)        | -0.1 | 小島貞博 | 55          | （ラッキーゲラン）   |
| 0000.04.14 | 京都   | 陽春S              | OP   | 芝1600m（稍） | 13    | 5     | 7     | 02.6（1人）    | 6着  | 1:34.8 (47.6)        | -0.3 | 小島貞博 | 57          | ワイドバトル         |
| 0000.05.12 | 新潟   | 新潟大賞典         | GIII | 芝2200m（良） | 9     | 2     | 2     | 03.8（2人）    | 9着  | 2:16.0 (48.6)        | -1.7 | 小島貞博 | 57.5        | トウショウバルカン   |
| 0000.12.07 | 阪神   | 阪神競馬場新装記念 | OP   | 芝1600m（良） | 16    | 1     | 1     | 18.4（5人）    | 12着 | 1:37.8 (50.6)        | -1.7 | 小島貞博 | 58          | ダイユウサク         |
| 1992.01.05 | 京都   | 金杯（西）         | GIII | 芝2000m（良） | 16    | 2     | 4     | 21.9（10人）   | 12着 | 2:03.4 (46.5)        | -1.2 | 小島貞博 | 57          | ホワイトアロー       |
| 0000.01.26 | 京都   | 日経新春杯         | GII  | 芝2200m（良） | 12    | 7     | 10    | 47.7（11人）   | 12着 | 2:17.1 (48.7)        | -1.9 | 小島貞博 | 57          | カミノクレッセ       |
| 0000.02.23 | 小倉   | 小倉大賞典         | GIII | 芝1800m（良） | 16    | 3     | 5     | 28.7（11人）   | 6着  | 1:50.0 (36.9)        | -0.3 | 佐藤哲三 | 57          | ワイドバトル         |
| 0000.03.28 | 中山   | マーチS            | OP   | 芝1600m（稍） | 10    | 5     | 5     | 07.7（5人）    | 5着  | 1:35.6 (36.3)        | -0.5 | 岸滋彦   | 57          | マイネルヨース       |
| 0000.04.26 | 新潟   | 谷川岳S            | OP   | 芝1600m（良） | 13    | 3     | 3     | 13.9（7人）    | 1着  | 1:34.7 (47.3)        | -0.1 | 大崎昭一 | 57          | （ハヤブサオーカン） |
| 0000.05.17 | 新潟   | 新潟大賞典         | GIII | 芝2200m（良） | 13    | 8     | 13    | 16.7（8人）    | 13着 | 2:15.8 (50.0)        | -2.4 | 大崎昭一 | 58          | メジロパーマー       |
| 0000.06.27 | 中京   | テレビ愛知賞       | OP   | 芝2000m（良） | 12    | 3     | 3     | 06.4（4人）    | 2着  | 2:00.4 (35.5)        | -0.5 | 大崎昭一 | 57          | ワンダーレッスル     |
| 0000.07.19 | 小倉   | 小倉日経賞         | OP   | 芝1700m（良） | 12    | 7     | 9     | 04.4（2人）    | 5着  | 1:41.6 (34.7)        | -0.2 | 大崎昭一 | 57          | ヌエボトウショウ     |
| 0000.08.09 | 小倉   | 北九州記念         | GIII | 芝1800m（稍） | 13    | 6     | 8     | 18.1（6人）    | 2着  | 1:41.6 (34.7)        | -0.2 | 大崎昭一 | 58          | ヌエボトウショウ     |
| 0000.08.30 | 小倉   | 小倉記念           | GIII | 芝2000m（良） | 10    | 7     | 8     | 04.3（2人）    | 2着  | 2:01.0 (37.5)        | -0.0 | 大崎昭一 | 58.5        | イクノディクタス     |
| 0000.10.11 | 福島   | 福島民報杯         | OP   | 芝2000m（良） | 9     | 2     | 2     | 02.0（1人）    | 1着  | 2:01.4 (37.0)        | -0.5 | 大崎昭一 | 58          | （センゴクヒスイ）   |
| 0000.11.01 | 東京   | 天皇賞（秋）       | GI   | 芝2000m（良） | 18    | 1     | 2     | 34.2（11人）   | 1着  | 1:58.6 (36.6)        | -0.2 | 大崎昭一 | 58          | （ムービースター）   |
| 0000.11.29 | 東京   | ジャパンカップ     | GI   | 芝2400m（良） | 14    | 3     | 4     | 28.7（11人）   | 8着  | 2:26.6 (37.9)        | -2.0 | 大崎昭一 | 57          | トウカイテイオー     |
| 0000.12.27 | 中山   | 有馬記念           | GI   | 芝2500m（良） | 16    | 4     | 7     | 32.3（10人）   | 4着  | 2:33.7 (34.8)        | -0.2 | 大崎昭一 | 56          | メジロパーマー       |
| 1993.03.14 | 阪神   | 阪神大賞典         | GII  | 芝3000m（良） | 11    | 8     | 11    | 14.3（4人）    | 5着  | 3:11.2 (51.5)        | -2.0 | 大崎昭一 | 59          | メジロパーマー       |

## 血統
| レッツゴーターキンの血統               | レッツゴーターキンの血統                         | レッツゴーターキンの血統            | （血統表の出典）                    | （血統表の出典）  |
| 父系                                   | ラウンドテーブル系                               | ラウンドテーブル系                  | ラウンドテーブル系                  | [ § 2 ]           |
| 父 *ターゴワイス Targowice 1970 黒鹿毛 | 父の父Round Table 1954 鹿毛                      | Princequillo                        | Prince Rose                         | Prince Rose       |
| 父 *ターゴワイス Targowice 1970 黒鹿毛 | 父の父Round Table 1954 鹿毛                      | Princequillo                        | Cosquilla                           |                   |
| 父 *ターゴワイス Targowice 1970 黒鹿毛 | 父の父Round Table 1954 鹿毛                      | Knight's Daughter                   | Sir Cosmo                           | Sir Cosmo         |
| 父 *ターゴワイス Targowice 1970 黒鹿毛 | 父の父Round Table 1954 鹿毛                      | Knight's Daughter                   | Feola                               |                   |
| 父 *ターゴワイス Targowice 1970 黒鹿毛 | 父の母Matriarch 1964 黒鹿毛                      | Bold Ruler                          | Nasrullah                           | Nasrullah         |
| 父 *ターゴワイス Targowice 1970 黒鹿毛 | 父の母Matriarch 1964 黒鹿毛                      | Bold Ruler                          | Miss Disco                          |                   |
| 父 *ターゴワイス Targowice 1970 黒鹿毛 | 父の母Matriarch 1964 黒鹿毛                      | Lyceum                              | Bull Lea                            | Bull Lea          |
| 父 *ターゴワイス Targowice 1970 黒鹿毛 | 父の母Matriarch 1964 黒鹿毛                      | Lyceum                              | Colosseum                           |                   |
| 母 ダイナターキン 1979 鹿毛            | 母の父*ノーザンテースト Northern Taste 1971 栗毛 | Northern Dancer                     | Nearctic                            | Nearctic          |
| 母 ダイナターキン 1979 鹿毛            | 母の父*ノーザンテースト Northern Taste 1971 栗毛 | Northern Dancer                     | Natalma                             |                   |
| 母 ダイナターキン 1979 鹿毛            | 母の父*ノーザンテースト Northern Taste 1971 栗毛 | Lady Victoria                       | Victoria Park                       | Victoria Park     |
| 母 ダイナターキン 1979 鹿毛            | 母の父*ノーザンテースト Northern Taste 1971 栗毛 | Lady Victoria                       | Lady Angela                         |                   |
| 母 ダイナターキン 1979 鹿毛            | 母の母シャダイターキン 1966 鹿毛                 | *ガーサント                         | Bubbles                             | Bubbles           |
| 母 ダイナターキン 1979 鹿毛            | 母の母シャダイターキン 1966 鹿毛                 | *ガーサント                         | Montagnana                          |                   |
| 母 ダイナターキン 1979 鹿毛            | 母の母シャダイターキン 1966 鹿毛                 | ブラックターキン                    | *ブラツクウヰング                   | *ブラツクウヰング |
| 母 ダイナターキン 1979 鹿毛            | 母の母シャダイターキン 1966 鹿毛                 | ブラックターキン                    | *フオルカー                         |                   |
| 母系(F-No.)                            | フォルカー系(FN:13-c)                            | フォルカー系(FN:13-c)               | フォルカー系(FN:13-c)               | [ § 3 ]           |
| 5代内の近親交配                        | Nearco 5×5、Lady Angela 5･4（母系）              | Nearco 5×5、Lady Angela 5･4（母系） | Nearco 5×5、Lady Angela 5･4（母系） | [ § 4 ]           |
| 出典                                   | 1. 2. 3. 4.                                      | 1. 2. 3. 4.                         | 1. 2. 3. 4.                         | 1. 2. 3. 4.       |

- 曾祖母のブラックターキン（競走馬名ミスヤマト）は吉田善哉が「千葉社台牧場」を千葉県富里に設立する前年に生まれた馬で、ファミリーラインはノーザンファーム創設期以来の歴史を持つ。祖母のシャダイターキンは優駿牝馬（オークス）を勝った。母のダイナターキンは本馬と同様、気性に問題を抱えた馬であった[21]。
- 母ダイナターキンの半妹ダイナアルテミスは牝馬東京タイムズ杯の勝ち馬[2]。祖母シャダイターキンの全兄にタイシュウ（東京4歳ステークス、きさらぎ賞）、半兄にハクセンショウ（金鯱賞、新潟記念、福島記念、中日新聞杯）がいる[2]。
- 近親にフローラステークス勝ち馬のディアジーナ、新潟記念勝ち馬のブラウンビートル、マーチステークス勝ち馬のヴァルツァーシャル[20]。